# 真崎照郷

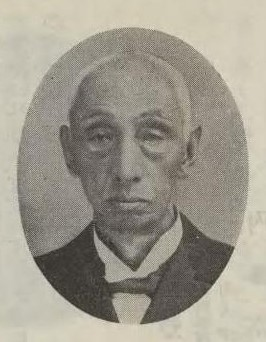
真崎照郷

真崎 照郷（まさき てるさと、1851年（嘉永4年）12月12日 - 1927年（昭和2年）3月9日）は、明治から大正にかけての発明家、実業家。製麺機の発明で知られ、「佐賀の発明王」「西の豊田佐吉」と呼ばれる。

## 経歴
| 右・真崎照郷翁表彰碑と左・踏車廃止機械灌漑創設記念碑（いずれも佐賀市巨勢町） |  | 右・真崎照郷翁表彰碑と左・踏車廃止機械灌漑創設記念碑（いずれも佐賀市巨勢町） |
| 右・真崎照郷翁表彰碑と左・踏車廃止機械灌漑創設記念碑（いずれも佐賀市巨勢町） |  |                                                                              |

1851年、佐賀郡巨勢村（現佐賀市巨勢町）の代々酒造業を営む家に生まれる。6歳の時に父を亡くし、以後稼業を切り盛りする母親の手で育てられた。母は「立派に家名を挙げ、先祖にむくいよ」と教えていたという。ジェームズ・ワットによる蒸気機関の発明に影響を受け、発明の道を志し、1874年（明治7年）最初の発明である測量機「真崎円度」を完成させる。
その後、佐賀で盛んだった素麺作りを機械式にすることを思い立ち（当時小麦粉から作る素麺は粉に比べおよそ4倍の値段で売れていた）、家業の酒造業は使用人に任せ、1876年（明治9年）以降は研究開発に没頭する。1877年（明治10年）真崎鉄工場を設立。しかし開発は難航し、酒蔵は倒産、田畑や家財道具も売り払うありさまとなった。
1883年（明治16年）8年の歳月とおよそ9万円の費用をかけ、製麺機の開発に成功した。特許法が整備段階であったため月日がかかったものの、1888年（明治21年）「製麺製造機械」の特許を取得した。この特許は日本初の製麺機の特許となった。1907年（明治40年）に県内初の藍綬褒章を受章。1911年（明治44年）には久留米で行われた陸軍の演習に行幸した明治天皇に工業功労者として召され拝謁する栄誉を得た。これ以降、1921年（大正10年）までに29種の製麺機関係の特許を獲得し、博覧会などでの受賞歴は64回にも及んだ。
やがて電動機、変圧機、電気開閉器、鉱山機械などにも進出し、1918年（大正7年）藤山雷太を社長に迎え、日本電気鉄工株式会社を設立した。この会社は、電力機械灌漑を創案し、佐賀平野に広がるクリーク地帯の農業に多大の貢献をし、農業県佐賀が全国から注目を受けた「佐賀段階」の基礎となった（同社は1977年廃業）。
1890年（明治23年）から1922年（大正11年）まで、村長、村会議員、学務委員などを務めた。1917年（大正6年）八田江改修を提案しその基礎を作った。1926年（大正15年）大正天皇から発明奨励金が下賜され、帝国発明協会から恩賜記念賞と大賞が下付された。同年、真崎照郷翁表旌記念碑が巨勢神社境内に建立された。
1927年（昭和2年）3月9日、77歳で病没した。
熱心な仏教徒であり、座禅を組んで感覚を研ぎ澄まし、発明のひらめきを得ていたと伝わる。

## 参考資料
- 牧野輝智著『現代発明家伝』帝国発明協会、1911年（国立国会図書館デジタルコレクション）
- 陣内義人『水利の社会構造』国際連合大学、1984年
- 季刊『麺の世界』第6号、2006年
- 「佐賀の発明王を知っていますか　今も残る遺産探す」佐賀新聞、2009年5月30日